# Tempi Duri
I Tempi Duri, band originariamente prodotta da Fabrizio De André e Dori Ghezzi per la Fado, nasce nella prima metà degli anni ottanta tra le città di Verona (città di 3 dei 4 musicisti della band) e Genova, città natale di Cristiano De André.
Il nome della band, in cui oltre a Cristiano militavano Carlo Facchini (voce e autore di quasi tutti i brani), Loby C. Pimazzoni e Marco Bisotto è un omaggio ai Dire Straits.
Sia nel loro primo singolo che nel successivo album Chiamali Tempi Duri, registrarono la canzone omonima Tempi Duri, un brano originale in italiano che, dal punto di vista musicale, ricordava Sultans of Swing. I Tempi Duri parteciparono, come gruppo di supporto, a tre tour di De André del 1982: tour invernale, tour europeo e tour estivo de L'Indiano.

## Storia
Carlo Facchini conobbe Fabrizio De André durante l'incisione in studio del brano Una storia sbagliata. Colse quell'occasione per cantare dinanzi a Fabrizio le canzoni Tempi Duri, Regina di Dolore, Elena e Trenta Nodi (mai incisa). Lo fece nonostante il braccio sinistro infortunato e fasciato, accompagnato alla chitarra da Massimo Bubola. L'esibizione spinse De Andrè ad invitare Facchini in Sardegna con lui ed il figlio Cristiano. Fu in quell'occasione che germogliò il rapporto con Cristiano, sfociato poi nella nascita dei Tempi Duri e con l'entrata nel progetto dell'eclettico e talentuoso chitarrista Loby C. Pimazzoni e del batterista Marco Bisotto.
Inizialmente fu anche ipotizzato un duo Facchini - Cristiano De André, ma quest'ipotesi tramontò quando Fabrizio De André e Dori Ghezzi decisero di produrre i Tempi Duri con la Fado, la loro etichetta discografica.
Il primo album inciso dal gruppo, intitolato Chiamali Tempi Duri (1982), fu anche l'unico disco di una band prodotta da Fabrizio De André. A causa delle difficoltà nel reperire un bassista, fu Facchini a suonare un quattro corde fretless che si trovava in studio al momento delle incisioni. L'album vendette 40 000 copie, un ottimo risultato per l'epoca. Il gruppo andò in tour con Fabrizio De André per tre volte.
Facchini partecipò anche a un quarto giro di concerti insieme a Massimo Bubola. Tutti e quattro i tour furono dedicati al disco L'indiano e si tennero dal 18 agosto al 13 settembre 1981, dal 24 gennaio al 21 febbraio, dal 2 marzo al 24 aprile (unico tour europeo del cantautore genovese) e dal 4 agosto al 7 settembre 1982.
De André stesso li aveva proposti a Gianni Ravera per partecipare al Festival di Sanremo 1982 con il brano Tempi Duri. Dopo essere già stati ammesso, il gruppo fu escluso all'ultimo momento dalla competizione a causa di un particolare burocratico segnalato da un'etichetta discografica concorrente: la mancata incisione di un disco precedente a quello in concorso entro il termine del 31 marzo dell'anno precedente la manifestazione.
Prima dell'album fu pubblicato un 45 giri contenente i brani Tempi Duri e In una notte così. Nell'anno successivo, il 1983, i quattro lavorarono con Mauro Pagani su un altro 45 giri contenente Jekyll e Gabbia.
I Tempi Duri, oltre a suonare in oltre 100 concerti, si esibirono anche in due edizioni del Festivalbar e presentarono i loro brani in alcune trasmissioni televisive, tra cui Mr. Fantasy condotto da Carlo Massarini, Azzurro 1983 di Vittorio Salvetti, Tutti insieme con Gianni Morandi, Superclassifica Show condotto da Maurizio Seymandi, Discoring con Jocelyn, Domenica musica e due puntate di Blitz.
Nonostante il materiale per il secondo album fosse già stato composto, Facchini fu costretto a partire per la leva.
Questo fatto fu anche preludio per lo scioglimento del progetto, avvenuto a luglio del 1985.
Dopo oltre 30 anni di blackout quasi totale (eccetto una brevissima reunion di due giorni allo Studio Metropolis per la registrazione del brano di Facchini Con le nostre mani), i Tempi Duri riprendono sorprendentemente la piena attività nel 2015, effettuando 3 uscite contemporanee in un solo giorno: quella del nuovo album Canzoni Segrete,  la ristampa dello storico album Chiamali Tempi Duri (1982) in versione rimasterizzata, e la pubblicazione sul canale digitale del cofanetto Canzoni Segrete Deluxe Edition, che racchiude entrambi gli album, tenutasi il 27 gennaio 2015. Tutti i lavori sono disponibili in formato cd e sui digital stores.

## Discografia

### Album in studio
- 1982 – Chiamali Tempi Duri
- 2015 – Canzoni segrete

### Raccolte
- 2003 – Tempi Duri
- 2015 - Canzoni Segrete Deluxe Edition (ristampa di Chiamali Tempi Duri remastered)

### Singoli/45 giri
- 1982 – Tempi Duri / In una notte così (vinile)
- 1983 – Jekyll / Gabbia (vinile)
- 2003 – Signora senza pace / Per Te (vinile)
- 2010 – Con le nostre mani
- 2015 – Hong Kong

## Formazione
- Carlo Facchini - voce, basso elettrico, chitarra a dodici corde
- Carlo Pimazzoni - chitarra solista
- Marco Bisotto - batteria e percussioni
- Cristiano De André - voce, violino e chitarra elettrica